# 復仇女神的懲罰
《復仇女神的懲罰》是挪威作家尤·奈斯博所著的犯罪小說，是哈利·霍勒系列的第四本小說，於2002年出版。

## 故事簡介
克林顿暗杀事件後，哈利·霍勒執意调查同僚艾伦·吉尔滕之死，上司比亞·穆勒只好把他调到自己的重案組加以保护。
在重案組裏，哈利接手调查一起银行抢劫案——劫匪以极其熟练的手法挾持人質抢劫银行，离开前更枪杀了作爲人質的女职员。剛進組的年輕探員貝亞特·朗對人臉過目不忘，反復翻看案發時的银行監控錄像，卻仍未能認出劫匪，上級不得已只好让哈利按照他自己的思路，把這起銀行搶劫當成預謀殺人來調查。
与此同时，哈利幽會前女友，不料翌日却发现她吞枪自杀。擔心自己被牽連其中，哈利決定暗中展開调查，並最终找出两起案件的幕後真凶。然而就在追查走私槍支來源時，和艾伦負責的枪支走私案一樣，汤姆·瓦爾勒探員再次當場擊斃關鍵证人。